# Aeroflot-Flug 315 (1959)
Am 16. November 1959 verunglückte eine Antonow An-10 auf dem innersowjetischen Linienflug Aeroflot-Flug 315 von Moskau nach Lwiw, wobei alle 40 Insassen starben.

## Flugzeug und Besatzung
Das betroffene Flugzeug war eine Antonow An-10 (Luftfahrzeugkennzeichen: CCCP-11167, Werknummer: 9401402), die am 5. Juni 1959 fertiggestellt wurde und seit ihrem ersten Einsatz am 1. Juli 1959 277 Betriebsstunden absolvierte.
Die Besatzung bestand aus einem Flugkapitän, einem Ersten Offizier, einem Flugingenieur, einem Navigator, einem Flugbegleiter sowie 3 Flugbegleiterinnen.

## Verlauf
Die An-10 sollte an jenem Tag vier Flüge fliegen; zuerst von Kiew nach Lwiw, dann von Lwiw nach Moskau, von Moskau nach Lwiw und zuletzt von Lwiw nach Kiew. Sie startete um 16:48 in Wnukowo zum 3. der genannten Flüge und stieg auf eine Reiseflughöhe von 7.000 m. Bis zum Anflug auf Lwiw gab es keine Probleme.
Als die Piloten mit dem Flughafen Lwiw Funkkontakt aufnahmen, erhielten sie die Freigabe zum Sinkflug und Informationen über die Landebedingungen. Die Piloten hielten sich an das gegebene Anflugschema. In einer Höhe von 200 m meldete der Kapitän das Überfliegen des Outer Markers. Als das Flugzeug daraufhin aus den Wolken flog, wechselten die Piloten in den Sichtflug über, setzten den Sinkflug auf dem korrekten Gleitpfad fort und fuhren noch vor Erreichen des Inner Markers die Landeklappen voll aus (um 45°). Daraufhin ging das Flugzeug in einen Sturzflug über und schlug um 19:06 Uhr mit der Nase um 25° nach unten geneigt (Nickwinkel) und ohne Querneigung in einem verschneiten Feld, 2.100 m vor der Landebahnschwelle auf. Es überschlug sich danach, explodierte und brannte aus.

## Ermittlungen
Das Wetter in Lwiw war um 19:00 Uhr stark bewölkt mit einem Wind aus Richtung 140° (Südosten) mit 6 m/s bei einer Temperatur von −1 °C und einer Luftfeuchtigkeit von 97 %, wodurch Eisbildung möglich war.
Die Ermittler kamen zum Schluss, dass die Propeller der beiden inneren Triebwerke aufgrund einer falschen Propellerstellung eine Abbremskraft erzeugten. Dies wäre passiert, weil die Piloten, die mit dem Ausfahren der Landeklappen beschäftigt waren, versehentlich gegen den entsprechenden Schalter gekommen waren und das entsprechende Licht nicht gesehen hätten. Nach Ansicht der Ermittler war der Schalter, der den Propeller in seinem jeweiligen Winkel fest einstellt, ungünstig im Cockpit platziert.
Der Kapitän hätte, ohne dies zu wissen, die Schubhebel zurückgenommen um auf die richtige Geschwindigkeit abzubremsen, entweder, weil sie zu schnell flogen oder der Geschwindigkeitsmesser durch Vereisung falsche Werte anzeigte. Daraufhin hätte er den Geschwindigkeitsverlust und die hohe Sinkrate bemerkt, woraufhin die Triebwerke auf mehr Schub eingestellt und am Steuerhorn gezogen hätten, was aber aufgrund der geringen Höhe den Aufschlag nicht verhindern konnte.

## Weiteres
Im folgenden Jahr verunglückte eine weitere An-10 auf demselben Flug beim Anflug auf Lwiw unter ähnlichen Umständen. Tests zeigten, dass die An-10 durch ihre Konstruktion bei Vereisung anfällig war. Sie neigte bei Vereisungsbedingungen mit ausgefahrenen Landeklappen dazu, ihre Nase zu senken und in einen Sturzflug überzugehen, was Ursache für die beiden Unfälle war. Dies passierte, weil unter solchen Umständen der Anstellwinkel am Höhenleitwerk überkritische Werte erreichte.

## Folgen
Das Flughandbuch wurde nach den beiden Unfällen so verändert, dass es bei Vereisungsbedingungen das Ausfahren der Landeklappen um mehr als 15° untersagte. Außerdem wurde das Enteisungssystem für das Höhenleitwerk verbessert.